# Goussainville (Val-d'Oise)
Goussainville é uma comuna francesa na região administrativa da Île-de-France, no departamento Val-d'Oise.
Situado perto do aeroporto Roissy-Charles de Gaulle, a cidade tem a distinção de ter se deslocado o seu centro a poucos quilômetros. Existe uma "velha comuna", que é o eixo das pistas do aeroporto, e de mais casas, readquiridas os habitantes que desejava a aeroportos de Paris têm sido até murado e são geralmente velho e muito danificado. Algumas pessoas, no entanto, continuam a viver lá.
O novo centro é um pouco mais longe, esticada entre duas estações de trem, a estação de Goussainville e estação de Halt des Noues.

## Geografia
Goussainville é uma cidade na periferia norte de Paris, a leste do departamento de Val-d'Oise.

## História

### Pré-história
Nas pedreiras de Goussainville e nos arredores (Fosses, Le Plessis-Gassot...) abunda toda uma fauna de conchas fossilizadas, incluindo ostras, cujas origens remontam vários milhões de anos.
Por outro lado, encontrados na superfície de terras cultivadas, muitos sílex talhados, ferramentas e armas rudimentares tais como raspadores, machados e flechas, ferramentas agrícolas do Paleolítico e do Neolítico testemunham a presença de homens pré-históricos na região há 100 000 anos.

### Época galo-romana
Escavações nas planícies ao redor têm descoberto banhos, cemitérios, aterros de valas de villas galo-romanas dos séculos I ao IV. moedas romanas foram especialmente descobertas nos jardins da vila.
Outras evidências físicas, como fragmentos de olarias, de cerâmicas, de telhas sem aro e de ânforas, confirmam a existência nesta época de uma pequena aglomeração rural e agrícola, onde haviam provavelmente populações mistas de origens galo-romana e germânica.

### Época merovíngia (448-751)
A origem do nome de Goussainville remonta provavelmente a esta época em que os domínios rurais geralmente tomavam o nome de seus proprietários.
Este domínio se chamava então "Gunsanevilla", isto é, "villa de Gunsana" (ou Chusana?), poderia ter pertencido a uma das esposas de Clotário I, filho de Clóvis e rei dos Francos de 511 a 561.

### Época carolíngia (751-987)
A carta mais antiga, quando é feito menção de Goussainville em 22 de janeiro de 831. Escrito pelos monges da Abadia de Saint-Denis, então proprietário das terras que envolveu um royalty em espécie fornecidos por agricultores para a abadia. Uma segunda carta é semelhante aprovada pelo rei Carlos o Calvo em 12 de setembro de 861.

### Século XII
Em uma carta de 1125, Gazon de Burote tinha uma fortaleza sobre a igreja, ele tomou a Bel Mathieu. É parte da igreja românica de Saint-Pierre-Saint-Paul em que se mantém hoje que as duas spans de garantia na torre sul.
Em 1137 é o nome de Rocius, senhor de "Gunsanevilla", que doou uma parte do terreno de seu feudo à abadia de Val, perto de Mériel. Esta doação é o local chamado "La Grange des Noues" onde monges cistercienses construíram uma fazenda com celeiro (cartulário de Luís VII). O atual edifício do celeiro e habitação é dos séculos XVII / XVIII.

### Século XIII
No Século XIII, os senhores locais ostentam o nome de Goussainville, evidenciado pelas suas selas ou seus escudos (Guyard de Gonseilla em 1247, Gachon de Gunseinvilla 1221, Renaud de Gunsonville 1238...).
Alguns escudos, sob a forma de um escudo triangular adornados com uma cruz indicam a sua participação nas cruzadas de São Luís.

### Séculos XIV e XV
Em 1331 na Guerra dos Cem Anos, Guy de Goussainville perdeu metade dos seus terrenos para o benefício do Rei Filipe de Valois que doou a Charles de Montmorency. Os descendentes de Guy se aliaram com o senhorio de Aunoy e foram reunidos de novo em 1468, quando Catherine de Montmorency se casou com Philippe d'Aunoy.

### Do século XVI à Revolução

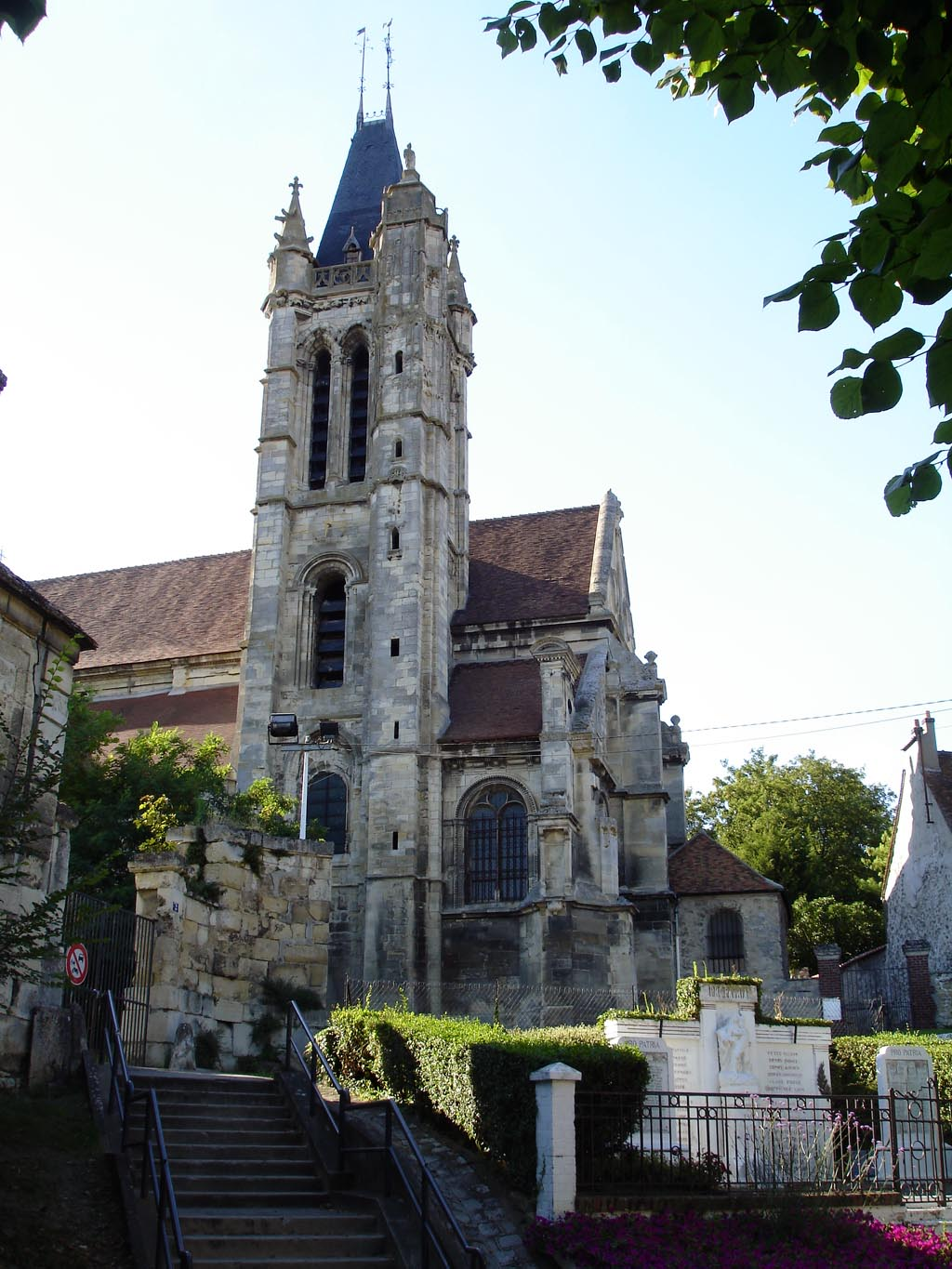
A igreja Saint-Pierre-Saint-Paul

Em 1520, Anne Baillet, neta do senhor anterior, esposa de Aimar Nicolay, primeiro presidente do Tribunal de Contas. A partir de 1550, Nicolay, graças à sua grande fortuna, se comprometeu a expansão da igreja de Saint-Pierre-Saint-Paul, em estilo renascentista.
A influência do castelo de Écouen, foi construída ao mesmo tempo surge, em especial no fim do altar, a mestra da igreja. O trabalho prosseguiu até século XVII. Os túmulos são os mais notáveis desses senhores da Goussainville e agricultores da Grange des Noues. Sob o antigo edifício são caves do castelo, que é uma abóbada ogivas.
Em 1645 Nicolas Nicolay, nomeado pelo Marquês Luís XIV, construiu um columbário, derreteu um sino da igreja para a sua chamada filha Nicole-Elisabeth; seu pequeno filho Jean Aîmar previu a construção de um novo castelo, mas o declínio da sua fortuna não permitiu a ele executar com exceção dos estábulos.
O pico do Marquês de Nicolay mais tarde foi adotado como o emblema da cidade. Durante a Revolução, o "registo de queixas" de Goussainville foi submetido à apreciação dos Estados-Gerais em 1789. Os goussainvillois se queixaram dos coelhos que devastaram as suas culturas, os impostos, os direitos e o problema do transporte das culturas.
Ao abrigo do Terror, os caixões dos senhores foram levados para fora da igreja e derretidos, emblemas religiosos e nobres destruídos, sinos expressos, com exceção de um, a igreja transformada em Templo da Razão, a propriedade da igreja vendida, bem como as dos emigrantes, o padre obrigado a tomar um juramento. Aymard Chrétien e Charles Aymard François de Nicolay morreram no cadafalso em 9 do Floreal do Ano II (28 de abril de 1794) e os seus bens foram confiscados para a Nação.

### Seculos XIX e XX
Aymard-François de Nicolay, Conde do Império, Chambellan de Napoleão I, é o último Senhor dos Goussainville onde ele foi prefeito de 1807 a 1812. O campo senhorial foi vendido por seus herdeiros ao Sr. Theodore Frapart onde foi construído por volta de 1860 uma casa burguesa no parque do antigo castelo. Seus sucessores estão ainda na posse dos estábulos.
Em 1866 o padre Morel, pastor de Goussainville criou a Confrérie des Dames de Sainte-Geneviève.
Em 1870, os Prussianos ocuparam Goussainville, destruíram uma parte dos arquivos da cidade, queimaram casas e a destilaria.
Lembra-se que até meados do século XIX foi limitada a Goussainville a Village e a Grange des Noues. A criação da via férrea trouxe artesanato e atividades industriais perto da estação. Em 1905 uma usina de açúcar do grupo Beghin-Say foi aberta, que funcionou por 80 anos e marcou uma forte história da cidade e sua população, fornecendo mão-de-obra sazonal.
Rumo a 1913, com a criação de uma primeira subdivisão em um lugar chamado "Le chapeau" começa a transformação gradual de uma vila rural de 600 habitantes em uma cidade de 30 000 pessoas um século depois.
Durante a Primeira Guerra Mundial, um acantonamento esteve localizado na vila de soldados para descanso e de formação. Trinta e dois rapazes Goussainville morreram nas trincheiras com quatro da mesma família. Depois da guerra um monumento aos mortos foi inaugurada pelo Sr. Prefeito Ernest Harmand, Conselheiro Geral.
Em 1923, as terras de Grange des Noues são divididas em lotes de 400 metros quadrados e vendidos para os trabalhadores e os pequenos investidores. Trata-se de uma grande operação imobiliária desde 5 000 lotes encontrar compradores. Em vinte anos, no período entreguerras, a vila se transformou em uma cidade de 7 000 habitantes. Em 1927, o abade Mercier construiu próprio a capela Saint-Michel, através de uma assinatura e à assistência dos seus paroquianos. A actual igreja, localizada no mesmo local, foi construído em 1956. É notável por sua vitral, o seu caminho e seus cruzamentos de ardósia do batistério. A Segunda Guerra Mundial também foi mortal em dez e nove deportados ou abatido, incluindo uma família. Depois da guerra grande é construído para lidar com os inúmeros pedidos de habitação, as primeira habitação com renda moderada para a estação (1959) e, em seguida, a Cité-ampère (1966), Grandes Bornes (1968). Essa urbanização acompanhada pela construção da Halle Paul Éluard, teatro, ginásios e de novas escolas.
A prefeitura da cidade foi transferida para 1964, no centro da nova cidade, ao invés de Charmeuse em uma casa antiga, e depois em 1995 uma nova prefeitura foi construída para melhor satisfazer as necessidades de uma grande cidade.
A criação do aeroporto Roissy-Charles de Gaulle causou o declínio da antiga vila, sendo este último subitamente, no eixo de uma pista e uma área de elevado ruído. Os residentes têm casas desertas, por decreto, a Aéroports de Paris teve de comprar as casas obrigatoriamente colocadas à venda e manter (ele não era, portanto, estritamente falando desapropriações), a proximidade de uma Igreja classificada monumento histórico que proíbe a sua demolição.
Em 3 junho de 1973 para o Salão do Bourget um Tupolev 144 caiu sobre a cidade, causando 14 mortes.
A vida econômica goussainvilloise evoluiu, em parte, a maioria das empresas localizadas na cidade desde meados dos ocupados com 70 localidades que não poderiam ser utilizadas para o desenvolvimento urbano.
Mais de 5 200 empregos estão listados em privado em Goussainville, dentro de um tecido de muitas pequenas empresas, a maior em vigor com apenas um pouco mais de 200 empregados.
A proximidade com o aeroporto de Roissy-Charles de Gaulle de que resultou a criação do serviço de empresas cuja actividade depende em parte da plataforma que, especialmente no domínio da segurança, o principal fornecedor de empregos locais com os diferentes segmentos da hotelaria e da restauração.
Goussainville atividade comercial é real, porém, devido à importância da população residente, como pelo fato de que a cidade fica nos arredores de Paris e que a área da bacia hidrográfica empresa local abrange alguns dos municípios rurais ou no âmbito do processo de urbanização no país de França.

### Século XXI
Depois de muitos anos de discussões e projetos não concluídos, a antiga vila de Goussainville - dita Village Vieille - está prestes a ser ao mesmo tempo renascida e transformada. O centro histórico de Goussainville permaneceu à margem da cidade moderna e está agora em trinta anos, uma cidade fantasma: A maioria das casas estão fechadas e mais ou menos degradadas, telhados desabaram, a própria igreja (classificada monumento histórico) está em um estado preocupante. Apenas algumas pessoas continuam a ocupar o sítio, um agricultor, um carpinteiro, uma empresa industrial ou uma garagem. A periculosidade da situação, com alguns edifícios estando muito rachados e paredes desabando, levou o arquiteto de monumentos históricos, a fim de autorizar no início de 2005 o prefeito de Val-d'Oise Christian Leyrit, a assinar uma autorização de demolição, o antigo Castelo disse, também em estado degradado inegável.
O futuro da Village através da criação, por iniciativa do município de zona gestão concertada (BIA) dedicada à arte de artesanato, com ceramistas, escultores ou carpinteiros. Entretanto, a igreja de Saint-Pierre-et-Saint-Paul, abandonada há várias décadas, está passando por restauração desde finais de 2005.